# Seitenwinden

Fortbewegung der Seitenwinder-Klapperschlange

Das Seitenwinden ist eine spezielle Fortbewegungsweise, die vor allem bei den Schlangen zu beobachten ist. Dabei bewegen sich diese seitwärts über den Sand, indem sie sich immer an zwei Punkten mit dem gesamten Körper abrollen. Dabei wird der Kopf aufgesetzt und abgerollt, ihm folgt der gesamte Körper nach, während der Kopf bereits an einer neuen Stelle aufsetzt. Bei dieser Art der Fortbewegung berührt die Schlange nur mit einem kleinen Teil der Körperoberfläche den Boden. Es entstehen arttypische, J-förmige Spuren im Sand, deren Längsachsen zur Fortbewegungsrichtung einen spitzen Winkel bilden.
Anzutreffen ist das Seitenwinden als Hauptfortbewegungsform nur bei wenigen, in Wüsten lebenden Arten, denen es so möglich ist, sich effektiv über den feinkörnigen Sand zu bewegen. Dabei handelt es sich vor allem um die Seitenwinder-Klapperschlange (Crotalus cerastes) in Nordamerika, die Zwergpuffotter (Bitis peringueyi) in der westafrikanischen Namib sowie die Afrikanischen Hornvipern (Cerastes) im Norden Afrikas und der Arabischen Halbinsel.